# Glyfada
Glyfada (griechisch Γλυφάδα, (f. sg.)) ist eine Stadt in der griechischen Region Attika und gehört zum Großraum Athen. Glyfada ist einer der elegantesten und luxuriösesten Vororte von Athen.

## Geografie

### Lage
Glyfada liegt südlich von Athen unmittelbar am Saronischen Golf, östlich von Elliniko in unmittelbarer Nachbarschaft des alten Flughafens von Athen, der 2002 zu Gunsten des weiter nordöstlich gelegenen Flughafens Eleftherios Venizelos geschlossen wurde. Im Osten erstreckt sich die Stadt entlang der südlichen Ausläufer der felsigen Landschaft des Ymittos und grenzt im Norden an Argyroupolis und im Nordosten an Kropia (Koropi). Im Süden liegen Vari und Voula, den Westen der Gemeinde begrenzt die Küste des Saronischen Golfs.

### Stadtteile
- Ano Glyfada
- Eksoni
- Panionia
- Pyrnari
- Terpsithea

## Geschichte
Glyfada liegt auf dem Gebiet des antiken athenischen Demos Aixone (der Phyle Kekropis), dessen Bewohner für ihre Streitsucht verschrien waren. Im Garten der Villa Kanellopoulos im benachbarten Voula ist das Theater von Aixone zu sehen.

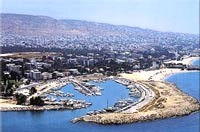
Blick auf Glyfada vom Meer aus

## Bedeutung und Charakter
Glyfada ist nicht nur der größte von den südlichen Athener Vororten. Wegen seiner bevorzugten Lage am Meer, seiner eleganten Cafés, Restaurants und Clubs nimmt es eine Spitzenstellung unter den begehrten Wohnlagen im Raum Athen ein und gilt als Ort der „Schönen und Reichen“, der Berühmtheiten aus Musik und Unterhaltung, Sport und den Medien.
Mit dem benachbarten ehemaligen Flughafen war ein US-amerikanischer Luftwaffenstützpunkt verbunden, der früh zu einer gewissen Amerikanisierung von Glyfada geführt hat. Heute noch herrscht in Glyfada eine von Wohlstand und Konsumfreude gekennzeichnete griechisch-amerikanische Atmosphäre, die sich etwa in der Art der Geschäfte und Restaurants und in deren Angebot zeigt. Das lebhafte Einkaufszentrum bietet eine Vielfalt an Boutiquen, Designerläden und sonstigen Geschäfte für Modeartikel und Luxusgüter aller Art und aller bekannter Marken.
Glyfada hat villenartige Residenzen mit Meerblick aufzuweisen, die zu Europas reichsten und üppigsten zählen. Mit seinen Gärten und Stränden, einer Szene an Strandklubs und einem modernen Jachthafen bildet es einen Hauptort der „Attischen Riviera“.

### Anziehungspunkte
Das Rathaus befindet sich im Zentrum der Stadt.
In der Nähe konzentrieren sich elegante Geschäfte an den Einkaufsstraßen Posidonos- und Pandora-Boulevard, Kypros-, Labraki- and Metaxa-Straße, während sich die Büros größerer Unternehmen und weitere Geschäfte am Voyliagmenis-, Goynari- und Gennimata-Boulevard befinden.
Im Nordwesten liegt der bewaldete Golfplatz des Glyfada-Golf-Clubs.
An der Uferstraße befindet sich ein Rettungs- und Rehabilitationszentrum für Seeschildkröten, betrieben von ARCHELON, der Gesellschaft zum Schutz der Seeschildkröten in Griechenland.
Der Jachthafen Glyfada Marina umfasst vier Becken mit einer Länge von 130 bis 300 Metern mit allen Hafeneinrichtungen.

### Einwohnerentwicklung
| Jahr | Einwohner | Veränderung      | Dichte      |
| ---- | --------- | ---------------- | ----------- |
| 1981 | 44.018    | –                | 1.735.3/km² |
| 1991 | 63.306    | +19.288/+43,82 % | 2.495.7/km² |
| 2001 | 83.665    | +20.359/+32,16 % | 3.298/km²   |

## Verkehr
Glyfada ist mit dem Stadtzentrum Athens durch zwei große Boulevards verbunden (Posidonos und Vouliagmenis). Eine moderne Tramlinie verläuft nach der Posidonosstraße entlang der Küste.

## Politik
Bürgermeister ist seit Anfang 2011 Kostas Kokkoris.

## Persönlichkeiten

### Persönlichkeiten, die in Glyfada leben
- Anna Diamantopoulou (* 1959), frühere griechische EU-Kommissarin
- Petros Doukas, stellvertretender Außenminister
- Gerasimos Giakoumatos, früherer stellvertretender Arbeits- und Sozialminister
- Fani Palli-Petralia, frühere Tourismusministerin
- Elena Paparizou (* 1982), Sängerin
- Tolis Voskopoulos, Sänger
- Natalia Mavrogiannis, Sänger
- Antonis Remos (* 1970), Sänger
- Katerina Stanisi, Sängerin
- Pashalis Terzis, Sänger
- Bessy Argyraki (* 1957), Sängerin
- Julia Alexandratou, Model
- Mike Zambidis (* 1980), K-1-Kämpfer

### Persönlichkeiten, die in Glyfada gelebt haben
Glyfada wurde durch seinen legendären Einwohner, den Milliardär Aristoteles Onassis bekannt, dessen Tochter Christina Onassis, aber auch die Familie Mitsotakis, der ein Sommerhaus in Glyfada gehört. Der frühere Staatspräsident Konstantinos Karamanlis hat früher Glyfada regelmäßig besucht. Der Politiker Alexandros Panagoulis wurde hier geboren.

## Partnerstädte
- Niš, Serbien
- Gżira, Malta